# Константин Андреев
Константин Андреев Андреев е български дипломат.
Завършва английската гимназия в Русе през 1971 г. и „Международно право“ в МГИМО, Москва през 1979 г.
Кариера:
- посланик в Румъния от 2004 до 2008 г.
- постоянен секретар на Министерството на външните работи от юли 2008 до 2009 г.